# Lonely Planet
Lonely Planet là một nhà xuất bản sách hướng dẫn du lịch lớn. Những cuốn sách đầu tiên khác của thể loại này bao gồm Frommer, Let's Go, BIT Guide từ năm 1970. Tính đến năm 2011, công ty đã bán được 120 triệu cuốn sách kể từ khi thành lập và đến đầu năm 2014, nó đã bán được khoảng 11 triệu đơn vị ứng dụng du lịch. 

## Tranh cãi
Một đề cập trong cuốn sách hướng dẫn Lonely Planet có thể thu hút số lượng lớn khách du lịch, thay đổi địa điểm được đề cập. Ví dụ, Lonely Planet đã bị đổ lỗi cho sự gia tăng của thứ đôi khi được gọi là "Đường mòn bánh kếp chuối" ở Đông Nam Á.
Năm 1996, để đáp lại chiến dịch "Đến Myanmar" của chính phủ quân sự Miến Điện, Liên đoàn Dân chủ Quốc gia đối lập Miến Điện (NLD) và lãnh đạo Aung San Suu Kyi kêu gọi tẩy chay du lịch. Vì việc xuất bản cuốn sách hướng dẫn của Lonely Planet tới Myanmar (Miến Điện) được một số người coi là một sự khích lệ đến thăm đất nước đó, điều này dẫn đến lời kêu gọi tẩy chay Lonely Planet. Quan điểm của Lonely Planet là nó nhấn mạnh các vấn đề xung quanh chuyến thăm đất nước và muốn đảm bảo rằng độc giả đưa ra quyết định sáng suốt. Năm 2009, NLD chính thức từ bỏ lập trường trước đây và hiện đang chào đón du khách "những người muốn thúc đẩy phúc lợi của người dân". 